# Petrophora extremaria
Petrophora extremaria là một loài bướm đêm trong họ Geometridae.